# Ivitorocai
Ivitorocai (Ivytorokai), jedno od plemena američkih Indijanaca jezične porodice Caingangan koji su obitavali na području Paragvaja i susjednom predjelu brazilske države Paraná.
Mason (1950) ih jezično s Tain i Ingain (Guayaná) klasificira ih široj skupini Taven.